# The Woman of It
The Woman of It est un film muet américain réalisé par Colin Campbell et sorti en 1914.

## Fiche technique
- Réalisation : Colin Campbell
- Scénario : Colin Campbell
- Date de sortie : États-Unis : 17 octobre 1914

## Distribution
- Kathlyn Williams
- Wheeler Oakman
- Charles Clary